# Ephrata (Washington)
Ephrata es una ciudad ubicada en el condado de Grant en el estado estadounidense de Washington. En el año 2000 tenía una población de 16.429 habitantes y una densidad poblacional de 263,7 personas por km².

## Geografía
Ephrata se encuentra ubicada en las coordenadas 47°19′1″N 119°32′53″O / 47.31694, -119.54806.

## Demografía
Según la Oficina del Censo en 2000 los ingresos medios por hogar en la localidad eran de $35.060, y los ingresos medios por familia eran $43.500. Los hombres tenían unos ingresos medios de $38.571 frente a los $26.320 para las mujeres. La renta per cápita para la localidad era de $17.929. Alrededor del 12,9% de la población estaban por debajo del umbral de pobreza.